# Баширов Тахір Тахірович
Тахі́р Тахі́рович Баши́ров (нар. 25 лютого 1985 — пом. 25 січня 2015) — солдат Збройних сил України, учасник російсько-української війни.

## Життєпис
Закінчив 9 класів ніжинської ЗОШ № 15 (2000), та Ніжинський професійний аграрний ліцей (2003), за спеціальністю «тракторист-машиніст сільськогосподарського виробництва, слюсар-ремонтник, водій». Пройшов строкову військову службу в лавах ЗСУ — служив водієм 2-ї автомобільної роти 51-го окремого автомобільного батальйону, Командування сил підтримки ЗСУ. Демобілізувавшись, працював у Києві та Ніжині.
28 серпня 2014-го мобілізований як доброволець, солдат 1-ї окремої гвардійської танкової бригади.
Загинув 25 січня 2015-го у бою поблизу міста Авдіївка. Військові переганяли танки, Баширов у ролі механкіка-водія їхав у першому, наїхав на вибухівку, котра вибухнула під днищем. Танкісти з іншого перекинутого танка вибралися самотужки та почали допомагати екіпажу підірваного танка, в якому Тахір отримав сильні поранення ніг. Від вибуху в танка викрутило механізм відкриття люку і його змогли відкрити лише на декілька сантиметрів. Тахір помер від крововтрати.
Без Тахіра лишилися батьки, сестра Олена, дружина Юлія та двоє дітей — син Артур 2009 р.н. і донька Арина 2013 р.н.

## Нагороди та вшанування
- Указом Президента України № 9/2016 від 16 січня 2016 року, «за особисту мужність і високий професіоналізм, виявлені у захисті державного суверенітету та територіальної цілісності України, вірність військовій присязі», нагороджений орденом «За мужність» III ступеня (посмертно)[3].
- У 2015 році на будівлі Ніжинської загальноосвітньої школи № 15 (вул. Об'їжджа, 123), де навчався Тахір Баширов у 1991—2000 роках, та на будівлі Ніжинського професійного аграрного ліцею (вул. Незалежності, 5а), де навчався Тахір Баширов у 2000—2003 роках, йому встановлені меморіальні дошки[1].
- Вшановується в меморіальному комплексі «Зала пам'яті», в щоденному ранковому церемоніалі 25 січня[4][5].